# 岩手県道200号花輪千徳線
岩手県道200号花輪千徳線（いわてけんどう200ごう はなわせんとくせん）は、岩手県宮古市を通る一般県道である。

## 概要
宮古市長沢の宇根取山の南側から路線が始まり、北東方向の宮古市中心部に向かい、終点で国道106号に合流する。

### 路線データ
- 実延長 : 8,409.0 m[1]
- 起点：宮古市長沢[1]
- 終点：宮古市千徳[1]（（国道106号交点）

## 歴史
- 1976年（昭和51年）10月1日 - 県道に認定される[1]。

## 路線状況

### 重複区間
- 岩手県道290号宮古山田線 : 宮古市長沢字折壁・交点 - 終点

## 地理

### 交差する道路
- 岩手県道290号宮古山田線（宮古市長沢字折壁）北緯39度36分7.8秒 東経141度53分33.5秒
- 国道106号 宮古箱石道路（宮古西道路）（宮古市田鎖）北緯39度37分23.84秒 東経141度54分18.25秒
- 岩手県道277号宮古港線（宮古市田鎖）北緯39度37分43.7秒 東経141度54分18.7秒
- 国道106号（終点）

### 沿線の施設など
- 宮古市立花輪小学校
- 宮古市花輪農村文化伝承館
- 宮古市立花輪中学校